# 曽於市立財部南中学校
曽於市立財部南中学校（そおしりつ たからべみなみちゅうがっこう）は、鹿児島県曽於市財部町南俣にあった市立中学校である。

## 概要
市町村合併で、曽於市が誕生する以前は、財部町立南中学校であった。曽於市の誕生により、校名が、南中から、財部南中と変更となった。生徒数は34名で、各学年1学級の小規模校であった（平成18年5月現在）。
2012年3月11日に閉校式が行われ、2012年度より曽於市立財部中学校に統合された。

## 沿革
- 1947年（昭和22年） - 財部町立財部中学校南分校として設置される。
- 1948年（昭和23年） - 財部中学校から分立し財部町立南中学校となる。
- 2005年（平成17年） - 財部町などが新設合併し曽於市となったのに伴い、曽於市立財部南中学校に改称。
- 2012年（平成24年）3月11日 - 閉校式が行われる[1]。